# Biwi No.1
Biwi No.1 – bollywoodzka komedia rodzinna wyreżyserowana przez David Dhawan w 1999 roku. W rolach głównych wystąpili Salman Khan, Karisma Kapoor, Sushmita Sen, Anil Kapoor i Tabu. Saif Ali Khan pojawia się gościnnie w krótkiej roli.

## Fabuła
Mumbaj. Prem (Salman Khan) żyje szczęśliwie z żoną (Karisma Kapoor), ze swoją matką i dwójką uroczych dzieci otoczony ich troską, zaczynając dzień od modlitwy i błogosławieństwa najbliższych. Życie ułatwia mu zdobyte na własną rękę bogactwo, którego źródłem jest dobrze prosperująca firma reklamowa. Tej szczęśliwej rodzinie zaczyna zagrażać niebezpieczeństwo, gdy Prem zatrudnia nową modelkę Rupali (Sushmita Sen), która porzuciła zakochanego w niej fotografa (Saif Ali Khan) licząc w Mumbaju na stabilizację u boku kogoś, kto zapewni jej życie na wysokim standardzie. Teraz pojawia się w niej nadzieja, że tym człowiekiem będzie właśnie zauroczony nią Prem. Oszukując żonę Prem zabiera swoją kochankę w podróż do Szwajcarii, ale tam okazuje się, że też nie może cieszyć się nią w wolności. Para spotyka zaprzyjaźnione małżeństwo Lathana (Anil Kapoor) i Lovely (Tabu). Lathan zorientowawszy się w romansie przyjaciela zaczyna go kryć przed Pooją. Po powrocie ze Szwajcarii urzeczony Rupali Prem zaczyna prowadzić podwójne życie. Prawdy nie udaje się ukryć w święto Karwa Ćaut. Obie kobiety czując się jego żonami poszcząc cały dzień do wschodu księżyca wypraszają tym u Boga błogosławieństwo dla męża. Każda z nich czeka w swoim domu, aby dopiero po spojrzeniu przez sundar na księżyc, a potem na twarz swego ukochanego przyjąć z jego rąk jedzenie. Prem musi wybrać. I wybiera okłamując żonę Rupali. Pooja jest tego świadkiem. Przeżywa boleśnie zdradę każąc Premowi wybierać między nią i dziećmi a Rupali. Upokorzony Prem opuszcza dom. Zrozpaczoną Pooję pociesza przyjaciel obojga Lathan. Czuje się winny, że podtrzymując kłamstwa przyjaciela dopuścił do rozpadu jego rodziny. Postanawia pomóc. Radzi Pooji, w jaki sposób może ona odzyskać ukochanego męża. Pooja zaczyna walczyć o Prema.

## Obsada
- Salman Khan: Prem Mehra
- Karisma Kapoor: Pooja, żona Prema
- Sushmita Sen: Rupali Walia, kochanka Prema – Nagroda Filmfare dla Najlepszej Aktorki Drugoplanowej
- Anil Kapoor: Dr. Lathan Khurana, przyjaciel Prema – Nagroda IIFA dla Najlepszego Aktora Komediowego
- Tabu: Lovely, żona Lathana
- Saif Ali Khan: Deepak
- Amitabh Bachchan: prowadzący Dzień Rodziców

## Motywy filmoweBollywoodu
- W filmie pokazano święto Karwa Ćaut celebrowane w Indiach przez zamężne kobiety, które w czas pełni księżyca cały dzień poszczą nic nie jedząc ani nie pijąc za pomyślność swoich mężów, wypraszając swoją ofiarą u Boga błogosławieństwo dla nich. Święto to można zobaczyć też w innych bollywoodzkich filmach np. Hum Dil De Chuke Sanam, Czasem słońce, czasem deszcz, Yes Boss, Andaaz, Deszcz czy Deewana.
- Inne święto indyjskie pokazane w filmie to Diwali – święto lamp, symbolizujących zwycięstwo światła nad ciemnością, dobra nad złem – tu bohaterowie zrozpaczeni z powodu zdrady i odejścia z domu ojca i męża uważają, że żadne światła nie mogą rozświetlić mroku, który zapanował w ich sercach. Podobnie jak w filmie Deszcz, gdzie rodzina poczuła się zagrożona rozbiciem z powodu rozwodu bohatera.
- Święto Diwali przedstawiono też w innych bollywoodzkich filmach np. w English Babu Desi Mem, Waqt: The Race Against Time, Czasem słońce, czasem deszcz, Deszcz, czy Home Delivery: Aapko... Ghar Tak.
- Inne przykłady trójkątów w bollywoodzkim kinie to m.in. Coś się dzieje, Silsila, Aitraaz, Saajan, Sangam, Andaaz, Deszcz, czy Bewafaa.
- Motyw szukania przyjemności w zdradzie przedstawiają też m.in. No Entry, Masti, Wiem, czym jest miłość.

## Nagrody
- Sushmita Sen – Nagroda Filmfare dla Najlepszej Aktorki Drugoplanowej
- Sushmita Sen – Nagroda IIFA dla Najlepszej Aktorki Drugoplanowej
- Sushmita Sen – Nagroda Screen Weekly dla Najlepszej Aktorki Drugoplanowej
- Sushmita Sen – Nagroda Zee Cine dla Najlepszej Aktorki Drugoplanowej
- Anil Kapoor – Nagroda IIFA dla Najlepszego Aktora Komediowego